# Leitereigener Dreiklang
Dreiklänge lassen sich auf jeden beliebigen Ton aufbauen. So auch auf Tönen von Tonleitern. Werden dabei nur Töne aus dieser Tonleiter verwendet, spricht man von einem leitereigenen Dreiklang. 
Bei den leitereigenen Dreiklängen einer Tonleiter unterscheidet man in Haupt- und Nebendreiklänge.
- Hauptdreiklänge auf den Hauptstufen I, IV und V sind bei einer Dur-Tonleiter ebenfalls Dur-Dreiklänge und werden Tonika, Subdominante und Dominante genannt.
- Die Nebendreiklänge auf den Stufen II, III und VI sind bei einer Dur-Tonleiter Moll-Dreiklänge, der Nebendreiklang auf der Stufe VII ist ein verminderter.